# Anes Mravac
Anes Mravac (Malmö, 17 luglio 1989) è un allenatore di calcio ed ex calciatore svedese di origine bosniaca, di ruolo difensore, tecnico del BK Olympic.

## Carriera

### =Club
A livello giovanile è cresciuto tra l'Olofströms IF e il Malmö FF.
Proprio con la maglia del Malmö FF, la principale squadra cittadina, ha debuttato nella massima serie svedese collezionando cinque presenze nell'Allsvenskan 2006. Di lì in poi non ha più trovato spazio in prima squadra, così nell'agosto 2008 è passato in prestito all'IF Limhamn Bunkeflo che all'epoca stava prendendo parte al campionato di Superettan. Durante l'annata seguente invece è stato girato, sempre a titolo temporaneo, prima all'IFK Malmö a febbraio e poi al Lilla Torg FF a luglio, due formazioni militanti entrambe nella quarta serie nazionale.
In vista dell'anno seguente è approdato nuovamente in prestito all'IF Limhamn Bunkeflo, che nel frattempo era sceso in Division 1. Successivamente è rimasto al club a titolo definitivo fino al termine della stagione 2012, quando è approdato per un biennio al Trelleborg, altra squadra del campionato di Division 1.
Nella parte finale della sua carriera ha giocato nella quarta serie nazionale con il ritorno nel 2015 all'IFK Malmö (squadra nelle cui giovanili aveva nel frattempo iniziato ad allenare) e con il passaggio al Sylvia nel 2016, oltre ad avere avuto una parentesi al Knäppingsborg BK nel 2017 nel sesto livello della piramide calcistica svedese.

#### Nazionale
Ha giocato nelle nazionali giovanili svedesi Under-17 ed Under-19.

### Allenatore
La sua attività di allenatore è cominciata nel 2014 quando, oltre ad essere un calciatore del Trelleborg, è stato assistente la squadra Under-19 dell'IFK Malmö. L'anno seguente, in cui è tornato all'IFK Malmö anche da giocatore, ha assunto il ruolo di capo allenatore dell'Under-19, ma a campionato in corso è stato promosso a capo allenatore ad interim della prima squadra in Division 2 al posto dell'esonerato Malik Sesay, riuscendo poi a centrare la salvezza.
Nel 2016 si è trasferito all'IFK Norrköping dove inizialmente ha rivestito il ruolo di allenatore dell'Under-16 del club per due anni, prima di passare per un anno alla guida dell'Under-17 e successivamente all'Under-19. Nel gennaio 2021 è stato nominato nuovo capo allenatore della prima squadra del Sylvia, formazione satellite dell'IFK Norrköping impegnata nella terza serie nazionale. Qui ha concluso il campionato di Ettan 2021 al decimo posto, piazzamento che ha permesso il mantenimento della categoria.
È poi entrato nello staff tecnico della prima squadra dell'IFK Norrköping. Ad inizio stagione è stato assistente di Rikard Norling, fintanto che l'esonero di quest'ultimo ha portato Mravac e l'altro assistente Vedran Vucicevic ad essere promossi alla guida della squadra ad interim in attesa di un nuovo tecnico. I due hanno fatto da traghettatori per quattro giornate, tornando quindi al loro ruolo di assistenti a seguito dell'ingaggio di Glen Riddersholm.
Lasciato l'IFK Norrköping a fine stagione 2022, è diventato assistente allenatore presso l'IFK Värnamo, altro club militante nella massima serie svedese. I biancoblù, che si apprestavano a disputare la loro seconda stagione di sempre in quella categoria, hanno chiuso l'Allsvenskan 2023 con un sorprendente quinto posto finale. Con la partenza del capo allenatore Kim Hellberg, che a fine stagione ha lasciato Värnamo per approdare all'Hammarby, Mravac è stato scelto come successore. Il 23 agosto 2024, con la squadra temporaneamente terzultima in classifica con diciannove punti ottenuti in altrettante giornate, Mravac e il suo assistente Vedran Vucicevic sono stati esonerati dall'incarico.
Nel gennaio 2025 ha ottenuto il duplice incarico di capo allenatore del BK Olympic – squadra con sede a Malmö e militante nella terza serie nazionale – e, contemporaneamente, nell'ambito della collaborazione tra le due società, di collaboratore dello staff tecnico dell'Under-19 e della prima squadra del Malmö FF, prendendo parte anche agli allenamenti.